# Carl Foreman
Carl Foreman CBE (Chicago, 23 de juliol de 1914 – Los Angeles, 26 de juny de 1984) va ser un guionista i productor estatunidenc, que va ser inclòs en la llista negra de Hollywood a mitjan dècada de 1950.
Nascut a Chicago (Illinois) en el si d'una família jueva de classe mitjana, Foreman va estudiar en la Universitat d'Illinois. Com estudiant es va convertir en advocat del socialisme revolucionari afiliant-se al Partit Comunista dels Estats Units. Després de graduar-se en la universitat, Carl Foreman es traslladaria a Hollywood on començaria a escriure guions.
De 1941 a 1942 es va veure implicat escrivint tres guions alhora, però la seua carrera es veuria interrompuda pel servei militar durant la Segona Guerra Mundial. A la seva tornada, Foreman es convertiria en un dels millors guionistes de Hollywood amb èxits com la pel·lícula de 1949 Champion de Mark Robson i protagonitzada per Kirk Douglas, per la qual Foreman rebria la seva primera nominació als Oscar.
El 1951, durant la producció de High noon, Carl Foreman es veuria obligat a comparèixer davant el Comitè d'activitats antiamericanes. El guionista va atestar que havia estat un membre de Partit Comunista quan era jove i posteriorment es va desil·lusionar i va demanar la baixa. Per contra, i com no va donar noms de companys del partit, Foreman va ser titllat de "testimoni no cooperatiu" i seria posat en la llista negra a tots els estudis de Hollywood.
Carl Foreman va ser el guionista de High noon, un film que seria una al·legoria del McCarthyisme. No va estar en els crèdits pel seu treball com ajudant de direcció quan la pel·lícula seria presentada en 1952. De tota manera, Foreman va rebre una nominació als Oscar pel seu script. Aquesta seria l'última pel·lícula que se li permetria treballar a Foreman en els següents sis anys. Sense treball, Foreman i altres marcats en la llista negra com Ring Lardner Jr. es traslladarien a Anglaterra on escriuria sota malnom perquè a la pel·lícula no se li tanquessin les portes a Hollywood. El 1956 va co-escriure al costat d'altre marcat pel maccarthisme, en Michael Wilson, l'aclamada The Bridge on the River Kwai, basada en la novel·la de Pierre Boulle. Ambdós van ser nominats a l'Oscar al millor guió adaptat. Quan el van guanyar, va haver d'anar a buscar-lo Pierre Boulle, que ni tan sols parlava anglès. En 1984 i pòstumament els seus noms van ser afegits a la llista de premiats.
A més a més del seu treball com guionista, Carl Foreman va produir deu pel·lícules, incloent la pel·lícula que ell mateix va dirigir, l'antibèl·lica The victors rodada íntegrament al Regne Unit. En 1965 es convertiria en governador del British Film Institute, càrrec que seguiria fins a 1971. En 1970, Foreman va rebre l'Ordre de l'Imperi Britànic. A causa de la seva influència en la indústria britànica, el British Academy Award o BAFTA va dedicar un premi en el seu honor, el millor director, guionista o productor britànic novell.
En els seus darrers dies, Carl Foreman va tornar als Estats Units on moriria d'un tumor cerebral en 1984 a Beverly Hills (Califòrnia).

## Filmografia
Com a guionista
- When Time Ran Out... (1980), de James Goldstone.
- Força 10 de Navarone (1978), de Guy Hamilton.
- Young Winston (1972), de Richard Attenborough.
- Mackenna's Gold (1969), de J. Lee Thompson.
- The Victors (1963), de Carl Foreman.
- Els canons de Navarone (1961), de J. Lee Thompson.
- The Key (1958), de Carol Reed.
- The Bridge on the River Kwai (1957), de David Lean.
- A Hatful of Rain (1957), de Fred Zinnemann.
- The Sleeping Tiger (1954), de Joseph Losey.
- High Noon (1952), de Fred Zinnemann.
- Cyrano de Bergerac (1950), de Michael Gordon.
- The Men (1950), de Fred Zinnemann.
- Young Man with a Horn (1950), de Michael Curtiz.
- The Clay Pigeon, de Richard Fleischer.
- Home of the Brave (1949), de Mark Robson.
- Champion (1949), de Mark Robson.
- So This Is New York (1948), de Richard Fleischer.
- Dakota (1945), de Joseph Kane.
- Rhythm Parade (1942), de Howard Bretherton.
- Spooks Run Wild (1941), de Phil Rosen.
- Bowery Blitzkrieg (1941), de Wallace Fox.

Com a productor
- The Golden Gate Murders (1979), de Walter Grauman.
- Young Winston (1972), de Richard Attenborough.
- Living Free (1972), de Jack Couffer.
- Mackenna's Gold (1969), de J. Lee Thompson.
- The Virgin Soldiers (1969), de John Dexter.
- Otley (1968), de Dick Clement.
- The Victors (1963), de Carl Foreman.
- The Mouse That Roared (1959), de Jack Arnold.
- The Guns of Navarone (1961), de J. Lee Thompson.
- The Key (1958), de Carol Reed.
- High Noon (1952), de Fred Zinnemann.

Com a director
- The Victors (1963)